# Onderwijswet van 1857
De Onderwijswet van 1857 was een Nederlandse wet uit 1857 die een einde poogde te maken aan de  schoolstrijd tussen de voorstanders van openbaar en bijzonder onderwijs, die was ontstaan door de Onderwijswet van 1806. De wet was door Van Rappard voorgesteld. In deze wet wordt geregeld dat uitsluitend het openbaar onderwijs wordt gesubsidieerd. Het onderwijs op openbare scholen dient toegankelijk te zijn voor kinderen van elke godsdienstige gezindheid en het onderwijs dient neutraal te zijn. 
In deze wet wordt voor het eerst in Nederland voorgeschreven in welke vakken lager onderwijs dient te worden gegeven.
Onderwijsvormen in deze wet waren:
- de lagere school;
- het meer uitgebreid lager onderwijs (mulo)

Er waren vier soorten scholen: de Armenschool, de Herhalingsschool, de Tweede Burgerschool voor vooral middenstandskinderen en de Eerste Burgerschool voor de beter gesitueerden. Buiten de Herhalingsschool waren ze voor jongens en meisjes, die wel gescheiden van elkaar zaten.
In 1878 werd de wet weer aangepast.